# Graphium sarpedon
Espèce
Graphium sarpedon ou Voilier bleu est une espèce de lépidoptères (papillons) de la famille des Papilionidae. On la trouve en Asie du Sud et du Sud-Est, en Chine ainsi qu'en Papouasie-Nouvelle Guinée et en Australie orientale. 

## Noms vernaculaires
L'espèce est appelée en anglais common bluebottle or blue triangle. Elle n'est pas présente dans des régions francophones, mais on trouve parfois le nom de « Voilier bleu ».

## Morphologie

### Papillon

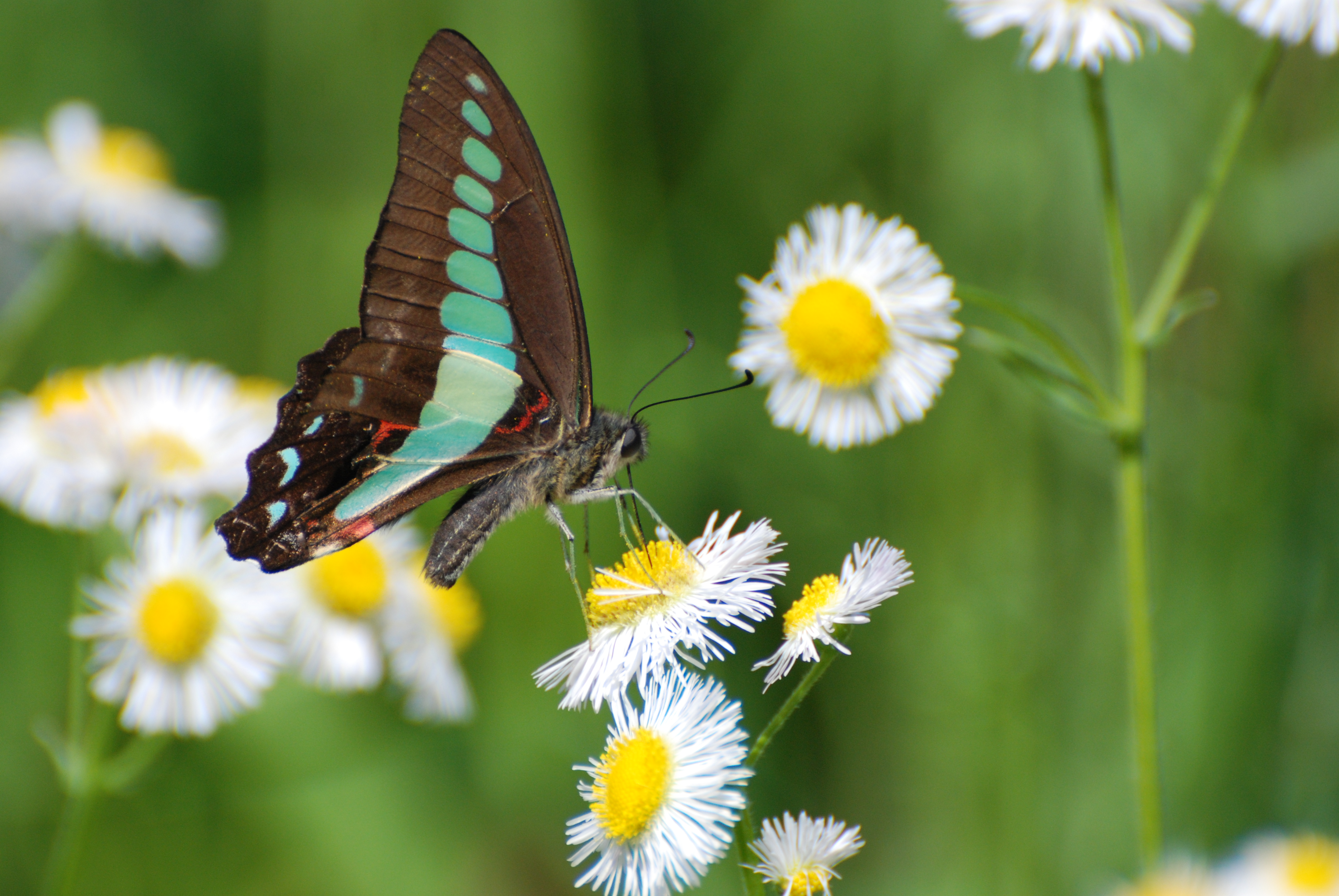
Face ventrale, à Osaka, au Japon.

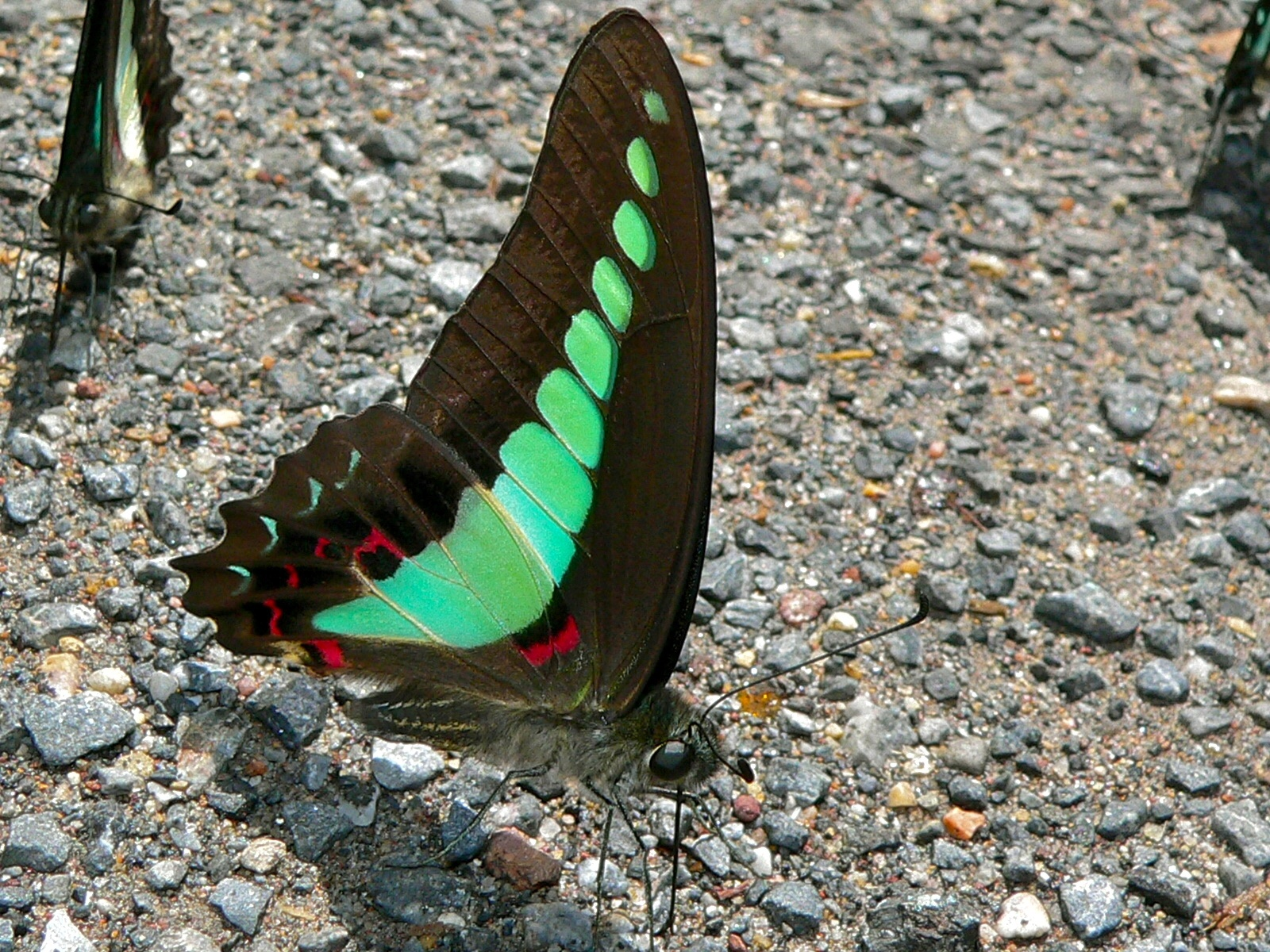
Au parc national de Khao Yai, Thaïlande

L'imago de Graphium sarpedon est un grand papillon, pour lequel on rapporte des envergures comprises entre 55 et 75 mm (voire de 80 à 90 mm).
Le dessus des ailes a une couleur de fond noir opaque. Les ailes antérieures et postérieures sont traversées par une large bande médiane bleu turquoise semi-hyaline qui va de la zone tornale de l'aile postérieure à la zone apicale de l'aile antérieure. Cette bande est plus large en son milieu, plus ou moins verdâtre et maculaire à l'aile antérieure, et la partie de la bande qui traverse les espaces 6, 7 et 8 de l'aile postérieure est blanchâtre. L'aile postérieure comporte par ailleurs une série de minces lunules submarginales bleues. 
Le dessous des ailes est similaire, avec une couleur de fond brun foncé. L'aile postérieure a une courte bande subbasale relativement large allant de la côte à la nervure sous-costale, et la zone postdiscale entre la bande médiane bleu turquoise et les lunules submarginales est noir velouté, traversée par les nervures pâles, et transversalement, sauf dans les espaces 6 et 7, par de fines lignes pourpres. Il y a enfin une tache pourpre près de l'angle anal, avec une tache submarginale blanc jaunâtre en dessous. 
Les antennes, la tête, le thorax et l'abdomen sont bruns, la tête et thorax suffusés de gris verdâtre. En dessous, les palpes, le thorax et l'abdomen sont marqués de blanc terne, et l'abdomen a deux lignes latérales blanchâtres.
Le mâle a un pli abdominal gris, garni d'une touffe de longs poils blancs un peu raides.
La sous-espèce teredon Felder (Inde du Sud et Sri Lanka) se distingue chez les deux sexes par sa bande médiane plus étroite. Ses couleurs sont plus vives, et le contraste entre le vert de la partie supérieure de la bande médiane et le bleu de sa partie inférieure est plus net. L'aile postérieure est plus saillante à l'extrémité de la nervure 3, formant une dent allongée ou une courte queue.

### Œuf
L'œuf est jaunâtre, déposé individuellement sur les feuilles d'une plante hôte.

### Chenille

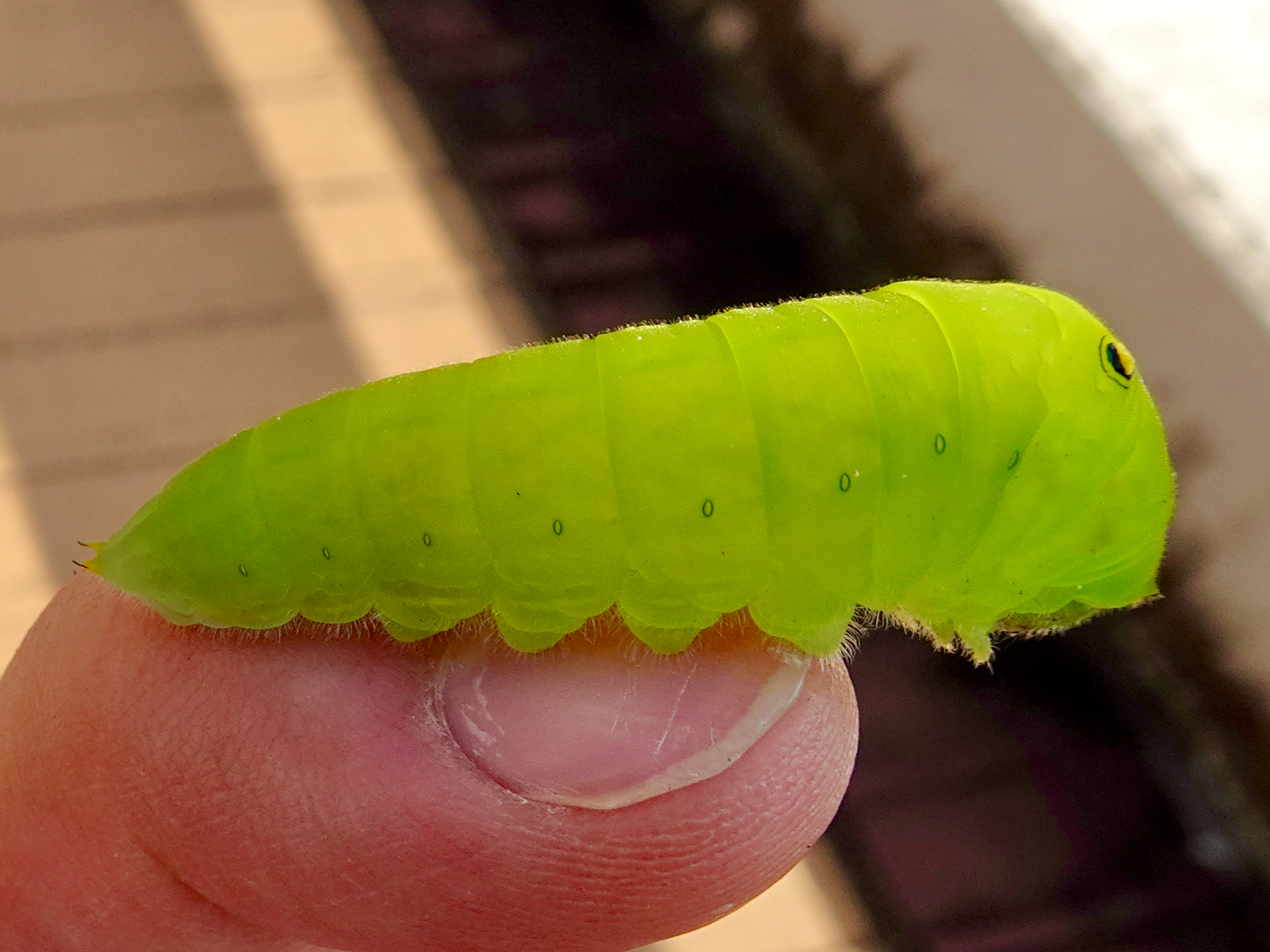
Chenille sur un doigt

Lorsqu'elle est jeune, la chenille est noire ou vert foncé, avec de nombreuses épines. Une fois à maturité, elle est verte avec de courtes épines sur chaque segment thoracique et anal. Il y a une bande transversale jaune sur le 4e segment et une bande latérale sur le corps. La chenille se trouve généralement au centre d'une feuille sur sa face supérieure. Elle est très lente et se nymphose près de son lieu d'alimentation.
Frederic Moore, cité dans Bingham (1907), la décrit comme suit : « Lisse, épaissie du deuxième au 5e segment et diminuant ensuite jusqu'à la fin; avec deux courtes épines subdorsales charnues sur le 4e segment, entre lesquelles se trouve une ligne transversale jaune pâle, deux épines plus courtes également aux 2e et 3e segment et deux sur le segment anal ; de couleur verte, avec une ligne longitudinale postérieure latérale et inférieure jaunâtre pâle. »

### Chrysalide
La chrysalide est verte avec une saillie thoracique mince et pointue, des enveloppes alaires jaunâtres et des bandes latérales. « Conique, tronquée à l'avant ; thorax formant un processus frontal allongé et pointu obtus » (F. Moore cité dans Bingham, 1907).

## Habitat
Graphium sarpedon est principalement un habitant des forêts humides de faible altitude (en dessous de 1600 m). Dans ces élévations, on le voit généralement voler juste au-dessus de la canopée des arbres. Les chenilles se nourrissent des arbres de la famille des Lauraceae qui comprend le camphrier et les canneliers. Dans l'Est de l'Australie, ils se sont adaptés à un environnement subtropical plus sec et sont couramment observés dans les jardins de banlieue du Queensland et de la Nouvelle-Galles du Sud.

## Distribution et sous-espèces
Il existe environ seize sous-espèces avec des répartitions géographiques différentes :
- G. s. sarpedon (Linnaeus, 1758) — Inde, Sri Lanka
- G. s. teredon (C. & R. Felder, 1865) — Inde, Sri Lanka
- G. s. semifasciatum (Honrath, 1888) — Chine
- G. s. connectens (Fruhstorfer, 1906) — Chine, Taïwan
- G. s. nipponus (Fruhstorfer, 1903) — Japon
- G. s. messogis (Fruhstorfer, 1907) — Indonésie, îles Salomon, Nouvelle-Guinée
- G. s. islanders Monastyrskii, 2012 — Viêt Nam[6]
- G. s. wetterensis Okano, 1993 — Indonésie, Petites îles de la Sonde, île Wetter
- G. s. choredon (C. & R. Felder, 1864) — Est de l'Australie
- G. s. luctatius (Fruhstorfer, 1907) — Malaisie
- G. s. isander (Godman & Salvin, 1888) — île de Bougainville, îles Shortland, île Santa Isabel, Guadalcanal, îles Florida, île de Choiseul.
- G. s. adonarensis (Rothschild, 1896) — Sumbawa, Florès, Adonara. Statut révisé à espèce complète par Page et Treadaway (2013)[7]

G. s. milon et G. s. monticolus ne sont pas répertoriées ici car de nombreux auteurs les considèrent comme des espèces distinctes.
Les sous-espèces présentes en Inde se trouvent dans le Sud de l'Inde, dans les Ghâts occidentaux et dans l'Himalaya (du Cachemire à la Birmanie).

## Comportement

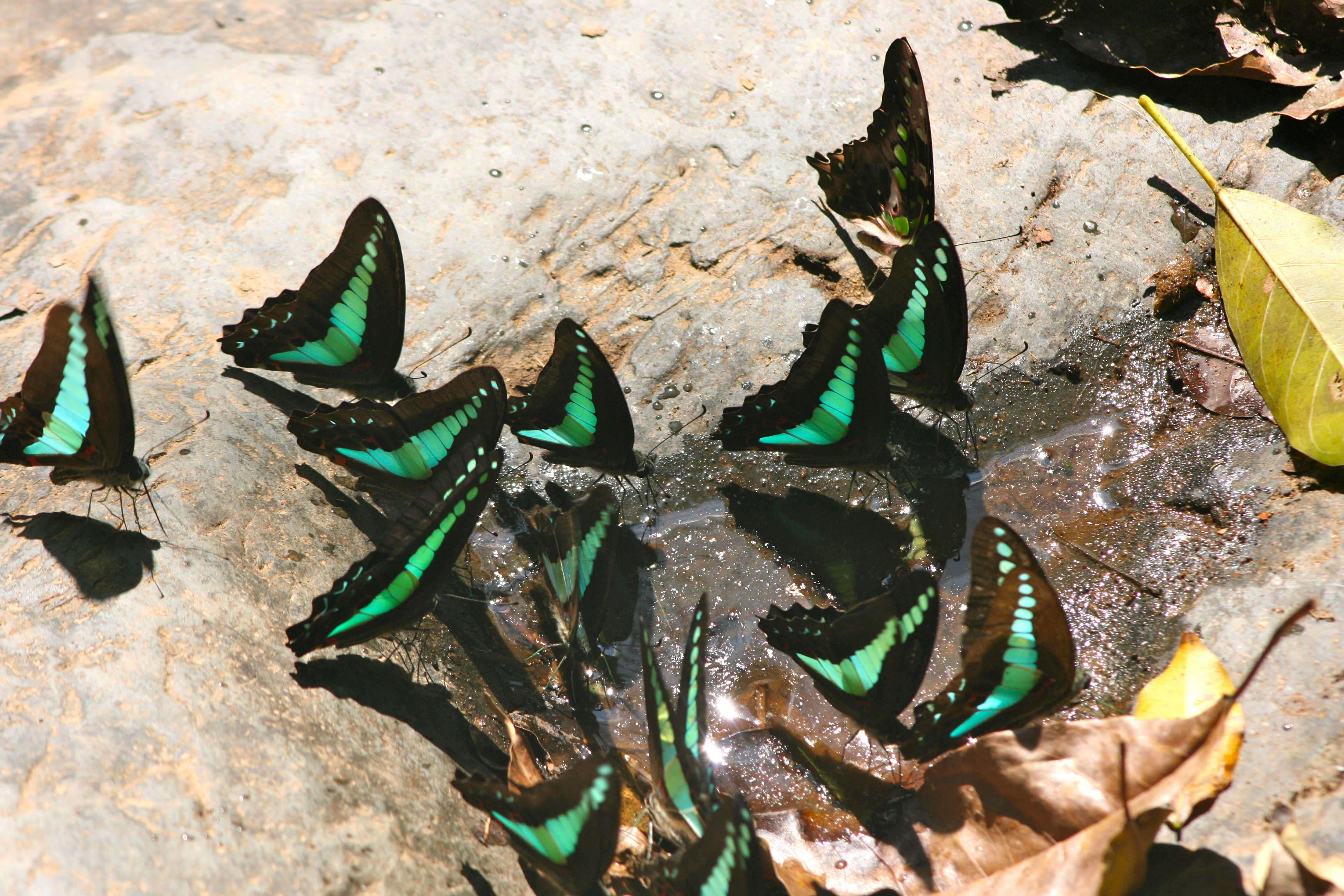
Voiliers bleus, parc national de Kaeng Krachan, Thaïlande

Le voilier bleu est un insecte diurne. Il vole principalement dans la canopée.
Pendant la parade nuptiale, les deux partenaires tournent autour de la cime des arbres en fleurs. Puis, après l'accouplement, les mâles pompent de l'eau avec leur trompe dans le sable humide afin de remplacer les sels minéraux perdus lors du transfert de sperme.
Les mâles sont ainsi connus pour leur habitude de se nourrir au bord des flaques d'eau, souvent au bord de la route. De temps en temps, jusqu'à huit, voire plus, seront visibles dans la même flaque d'eau. Ils sont également connus pour être attirés par les déjections animales, les carcasses et les insectes pourris.
Il a été enregistré comme migrant dans le Sud de l'Inde et est connu pour former des flaques de boue pendant la migration. Le papillon a été considéré comme constituant jusqu'à 5% de la population de papillons migrateurs pendant une période de 72 heures dans les collines des Nilgiris.
Ce papillon est connu pour son vol rapide et ses réactions rapides. Par conséquent, il est difficile à attraper.

### Régime alimentaire

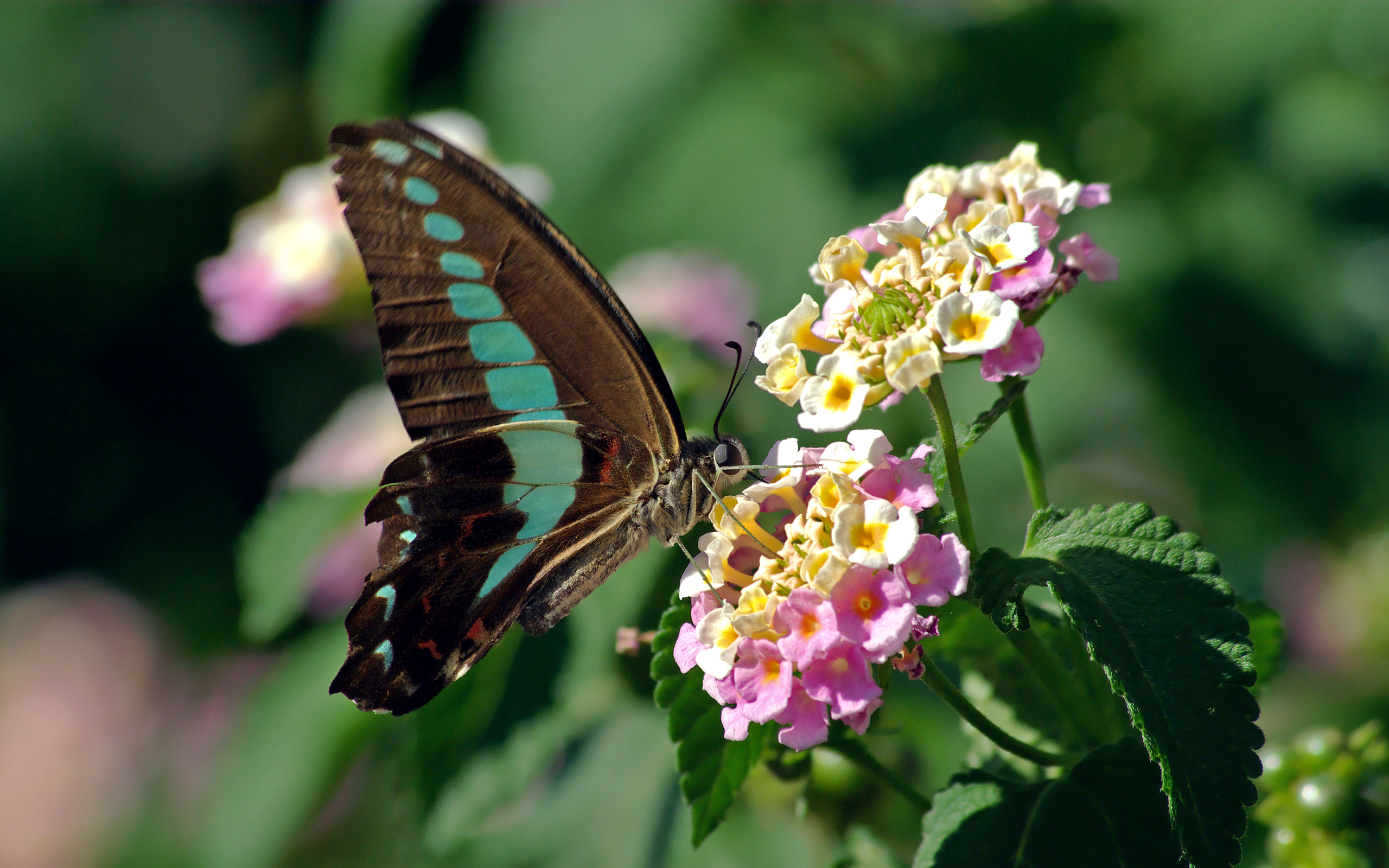
Face ventrale d'un exemplaire se nourrissant sur un Lantana camara.

L'adulte se nourrit de nectar d'une variété d'herbes en fleurs. Les chenilles se nourrissent principalement des feuilles des arbres des familles Lauraceae, Myrtaceae, Sapotaceae et Rutaceae ainsi que des familles Annonaceae et Atherospermataceae. En particulier, G. s. sarpedon et G. s. teredon se nourrit souvent des feuilles de l'écorce de cannelier (Cinnamomum zeylanicum) ou du laurier indien (Litsea sebifera).
La liste des plantes alimentaires larvaires comprend également Alseodaphne semecarpifolia, Cinnamomum camphora, Cinnamomum macrocarpum, Cinnamomum malabathrum, Litsea chinensis, Polyalthia longifolia, Miliusa tomentosa, Persea macrantha et Michelia doltospa.
Les chenilles de G. s. choredon, originaire d'Australie, se nourrit de nombreuses espèces australiennes indigènes des genres Cryptocarya et Litsea ; et pratiquement toutes les sous-espèces se nourrissent des feuilles du camphrier, Cinnamomum camphora, originaire de Chine mais qui a été naturalisé dans toute l'Asie du Sud-Est.